# Geopsammodius morrisi
Geopsammodius morrisi är en skalbaggsart som beskrevs av Paul E.Skelley 2006. Geopsammodius morrisi ingår i släktet Geopsammodius och familjen Aphodiidae. Inga underarter finns listade i Catalogue of Life.